# Dahlia Salem
Dahlia Salem (New York, 21 november 1971) is een Amerikaanse actrice en stemactrice. 

## Biografie
Salem werd geboren in New York en is van Egyptische afkomst. Zij haalde haar bachelor aan de Universiteit van Boston in Boston. Het acteren heeft zij geleerd aan de Circle in the Square Theater Conservatory in New York waar zij twee jaar verbleef.
Salem begon in 1995 met acteren in de televisieserie Another World, waarna zij nog meerdere rollen speelde in televisieseries en films. Zij is vooral bekend van haar rol als Claire Walsh in de televisieserie General Hospital waar zij in 134 afleveringen speelde (2010-2011). 

## Filmografie

### Films
- 2021 Dawid i Elfy - als Hania (stem)
- 2021 Huit Rue de l'Humanite - als Leila (stem)
- 2018 I Am Not an Easy Man - als Sybille (stem)
- 2014 Cut! - als Chloe Jo
- 2009 Love Finds a Home – als Mabel McQueen
- 2009 Paul Blart: Mall Cop – als moeder
- 2007 The Nines – als Dahlia Salem
- 2006 Her Sister's Keeper – als Kate Brennan
- 2003 Alaska – als Allison Harper
- 2001 New Port South – als Kameron
- 2001 Return to Cabin by the Lake – als Alison Gaddis

### Televisieseries
Uitgezonderd eenmalige gastrollen.
- 2021 Braqueurs: La série - als Anissa (stem) - 6 afl.
- 2020 My Holo Love - als Han So-yeon (stem) - 12 afl.
- 2019 Zenra kantoku - als Kayo (stem) - 5 afl.
- 2010-2011 General Hospital – als Claire Walsh – 134 afl.
- 2006 Justice – als Susan Hale – 2 afl.
- 2005-2006 ER – als dr. Jessica Albright – 7 afl.
- 1995-1998 Another World – als Sofia Carlino - 38 afl.